# Nästansjö
Nästansjö (sydsamiska: Neasna) är en småort i Vilhelmina kommun, belägen vid norra änden av Nästansjön.

## Historia
Nästansjö tillkom sedan en man vid namn Nils Nilsson 1774 ansökt hos konungens befallningshavande om att där få inrätta och upparbeta ett nybygge, en ansökan som beviljades 1776.

### Befolkningsutveckling
| Befolkningsutvecklingen i Nästansjö 1960–2015 | Befolkningsutvecklingen i Nästansjö 1960–2015 | Befolkningsutvecklingen i Nästansjö 1960–2015 | Befolkningsutvecklingen i Nästansjö 1960–2015 | Befolkningsutvecklingen i Nästansjö 1960–2015 |
| --------------------------------------------- | --------------------------------------------- | --------------------------------------------- | --------------------------------------------- | --------------------------------------------- |
|                                               |                                               |                                               |                                               |                                               |
| År                                            |                                               |                                               | Folkmängd                                     | Areal (ha)                                    |
| 1960                                          | 1960                                          |                                               | 238                                           |                                               |
| 1965                                          | 1965                                          |                                               | 207                                           |                                               |
| 1970                                          | 1970                                          |                                               | 204                                           |                                               |
| 1990                                          | 1990                                          |                                               | 124                                           | 31#                                           |
| 1995                                          | 1995                                          |                                               | 159                                           | 84#                                           |
| 2000                                          | 2000                                          |                                               | 139                                           | 84#                                           |
| 2005                                          | 2005                                          |                                               | 145                                           | 84#                                           |
| 2010                                          | 2010                                          |                                               | 127                                           | 76#                                           |
| 2015                                          | 2015                                          |                                               | 139                                           | 75#                                           |
| Anm.: Upphörde som tätort 1975. # Som småort. |                                               |                                               |                                               |                                               |